# Zosterops chloronothos
El anteojitos de Mauricio o anteojitos verde de Mauricio (Zosterops chloronothos) es una especie de ave paseriforme de la familia Zosteropidae endémica de la isla de Mauricio.

## Descripción
Esta especie fue descrita por primera vez en 1817 por el ornitólogo francés Louis Jean Pierre Vieillot como Zosterops chloronothos. Puede alcanzar un tamaño de aproximadamente 10 cm. Las partes superiores del cuerpo son de un color verde oliva opaco, mientras que las partes inferiores son de un color más pálido. El vientre y la cloaca tienen un color amarillo y los ojos están rodeados por un característico anillo blanco. Los machos y las hembras son de color similar.

## Distribución y hábitat
El hábitat del anteojitos de Mauricio son los arbustos y bosques de hoja perenne en el área del Parque nacional Gargantas del Río Negro y la Reserva de la Biosfera Macchabée-Bel Ombre.

## Comportamiento
Durante la época de cría, entre septiembre y marzo, dos huevos pálidos son depositados en un nido en forma de cuenco, que está bien escondido en el follaje. Machos y hembras comparten tareas empollando. Normalmente solo se cría un juvenil, el cual desarrolla las plumas completamente en unos 14 días. Su dieta consiste en néctar e insectos.

## Amenazas
El anteojitos de Mauricio es una de las aves más raras en Mauricio. Difícil de observar, las aves habitan en un área de solo 25 km². Las principales amenazas son las ratas introducidas y los macacos comedores de cangrejos, que destruyen los nidos. En solo 27 años, la población se redujo drásticamente de 350 parejas en 1975 a solo 120 pares en 2002. Otra razón de su rareza es que el anteojitos de Mauricio ha evolucionado alrededor del néctar de varias flores endémicas de Mauricio. La introducción de otras especies de plantas ha conducido a una disminución en las flores requeridas y por lo tanto a la disminución severa del número de los pájaros. Actualmente hay un seguimiento por parte de la Fundación Vida Silvestre de Mauricio para cada nido encontrado.